# Агарта
Агарта је легендарни град за који је речено да се налази у унутрашњости земљине коре (Умберто Еко, Фукоово клатно) концепт је популаран у оквиру езотеризма.

## Историја
Александар Сент-Ив д Алведре (Alexandre Saint-Yves d'Alveydre) објавио је први „поуздани“ извештај о Агарти у Европи. По њему, тајни свет „Агарта“ и сво његово знање и богатство „биће доступни целом човечанству када се буде држало закона који су донели Мојсије и Исус" што значи „Када Анархија која постоји у свету буде замењена Синархијом" По његовом сликовитом опису то је место које стварно постоји, испод Хималаја и Тибета. Информације о Агарти каже да је добио сам од једног авганског принца.
Фердинанд Осендовски написао је 1922. књигу Звери, људи и богови. У својој књизи Осендовски прича о подземном краљевству, познатом будистима као Агарти. (Укронија.  86-8407-14-6 неважећи  )
Рене Генон у свом делу Краљ Света даје симболичко тумачење Агарте. У доба окултације, Кали-југе духовна средишта нису више приступачна, него скривена. У том смислу и сама небеса, односно Рај, тражићемо под земљом.

## У митологији
Агарта је често повезана, а некад се и брка са Шамбалом која се често помиње у Ваџрајана будизму и тибетанским Калачакра учењима која је оживела Блавацка и њено Теозофско друштво. Према теозофима је Агарти широки регион подземних пећина, испуњен демонима. Рерих, чија су учења повезана са теозофима, доживљавао је постојање Шамбале физички и духовно.

## У модерним медијима

### Музика
- 1975, џез музичар Мајлс Дејвис објавио је живи албум Агарта, са њеоговог концерта у Осаки.
- 2012, италијански ди-џеј Конгорок објавио је песму Агарта. Песма се налази на албуму "Cavo Paradiso".

### Видео игре
- 2012, видео игра  представља Агарту као отворени регион шупље земље.
- видео игра  представља подземни град Агарт који води у подземни свет
- видео игра  укључује Агарту као једног од играча, групу џинова који насељавају подземље.
- видео игра  укључује Агарту као главно ускршње јаје на мапи Шангри-ла.

### Филмови
- 2011 анима Children Who Chase Lost Voices се одиграва у Агарти коју насељавају полу-напредни људи који у њој живе заједно са боговима који су напустили површину Земље.

### Књиге
- Мустафа Карнас, Ергенекон шифра: Агарта. Књига инспирисана завером Ергенекон са циљем да се врати војна власт у Турској
- Иван Вукадиновић, Агарта - краљевство подземља и земље, „Либер“. . и Јеретици Агарте, „Драслар партнер“. .